# Lei de Privação de Títulos de 1917
A Titles Deprivation Act 1917, ou Lei de Privação de Títulos de 1917, é uma lei do Parlamento do Reino Unido que autorizava que os inimigos do Reino Unido durante a Primeira Guerra Mundial fossem privados de seus títulos de nobreza britânica e títulos reais.

## Contexto
A família real britânica foi estreitamente relacionada a muitas das famílias reais e principescas de Alemanha. Em particular, a ascensão em 1837 da Rainha Vitória causou no Reino de Hanôver, que tinha estado em união pessoal com a coroa britânica por mais de um século, para passar para o seu tio o duque de Cumberland e seus descendentes, que simultaneamente retinham seus títulos britânicos e postos principescos. Da mesma forma, a Rainha Vitória casou-se com o príncipe Alberto de Saxe-Coburgo-Gota, cujos títulos alemães  passaram eventualmente para os descendentes de seu filho mais novo Leopoldo, Duque de Albany. Assim, durante a Primeira Guerra Mundial, tanto Carlos Eduardo, Duque de Saxe-Coburgo-Gota e Ernesto Augusto II de Hanôver eram príncipes e duques britânicos, mesmo quando eles também eram oficiais no Exército Alemão (como era o filho deste último, Ernesto Augusto de Brunsvique, que também ocupou posição de príncipe britânico).
No Parlamento, começando em 18 de novembro de 1914, Swift MacNeill, um estudioso protestante irlandês nacionalista e constitucional que serviu como membro do Parlamento por South Donegal, condenou o Duques de Albany e Cumberland como traidores e exigiu saber "que medidas serão tomadas para garantir que [eles] deixem de reter pariatos e títulos no Reino Unido e uma cadeira na Câmara dos Lordes." Apesar da resistência dos primeiros-ministros Asquith e Lloyd George, MacNeil continuou sua campanha até perder o seu assento depois da eleição de 1918. Depois que MacNeill perdeu seu assento, Horatio Bottomley, membro por Hackney South, assumiu a proposta.
Em 13 de maio de 1915, o rei Jorge V retirou os nomes dos sete membros da realeza alemã e austríaca (alguns dos quais nunca tinha sido britânica) do rol de Cavaleiros da Mais Nobre Ordem da Jarreteira, mas os títulos do pariato não podiam ser retirados, exceto por lei do Parlamento. Assim, em 1917 o Parlamento aprovou a Lei de Privação de Títulos autorizando a privação de títulos do pariato, bem como as dignidades principescas.

## Privação de títulos
A lei permitiu que o rei estabelecesse um comitê do Conselho Privado, que foi a de incluir, pelo menos, dois membros do Comitê Judicial do Conselho Privado. O comitê foi habilitado a tomar provas e denunciar os nomes dos colegas britânicos ou príncipes "que tem, durante a presente guerra, armas suportadas contra Sua Majestade ou seus aliados, ou que tenham aderido aos inimigos de Sua Majestade". O relatório, então, foi colocado diante de ambas as Casas do Parlamento, se nem a Casa aprovou uma moção de desaprovação do relatório no prazo de 40 dias, era para ser submetido ao rei, ao que as pessoas nela mencionadas perderia todas as dignidades britânicas. Depois disso, um sucessor de uma pessoa, assim, privados de um título de nobreza seria permitido de petição à Coroa para o renascimento do título privado, a petição seria encaminhada a uma comissão do Conselho Privado, que recomendaria se o peticionário seria reintegrado ou não.
Nos termos da Lei, o rei nomeou para a comissão:
- O Lord Finlay (Lord Chancellor)
- O Visconde Sandhurst (Lord Chamberlain of the Household)
- O Marquês de Lansdowne
- O Marquês de Crewe
- O Lord Newton
- O Lord Stamfordham (Secretário Privado do Soberano)
- O Lord Sumner (Lord de Apelações)

A comissão foi criada por uma Ordem no Conselho emitida pelo rei em 27 de novembro de 1917.
O comitê emitiu o seu relatório em 1 de agosto de 1918 e foi posteriormente colocada ante as Casas do Parlamento. Uma vez que nenhuma resolução foi aprovada por qualquer desaprovação do relatório, que foi apresentado ao rei em 28 de março de 1919, e, na mesma data, o rei emitiu um decreto no Conselho privando as seguintes pessoas de seus títulos (Os nomes estão listados na forma dada na Ordem do Rei em Conselho):
- Sua Alteza Real Leopoldo Carlos, Duque de Albany, conde de Clarence e Barão Arklow
- Sua Alteza Real Ernesto Augusto, 3.º Duque de Cumberland e Teviotdale, Conde de Armagh
- Sua Alteza Real Ernesto Augusto, Duque de Brunsvique, Príncipe da Grã-Bretanha e Irlanda (filho e herdeiro do Duque de Cumberland)
- Henrique, Visconde Taaffe de Corren e Barão de Ballymote[12]

Além do Ducado de Albany e o Ducado de Cumberland (este último título sendo representado por duas das quatro pessoas acima), o título de Visconde Taaffe também foi perdido pelo seu portador. Os Viscondes Taaffe emigraram da Irlanda para a Áustria em 1700 e serviram ao imperador austríaco desde aquele tempo, até mesmo enquanto o título irlandês foi confirmado em 1860.
Nenhum descendente de qualquer um desses quatro nobres pediram à Coroa a recriação de seus títulos.

## Ligação externa
- Text of the Titles Deprivation Act 1917 and of the Order-in-Council of 28 March 1919 effecting the deprivation of titles.